# افسانه سوار بی‌سر
افسانهٔ سوار بی‌سر (به انگلیسی: The Legend of Sleepy Hollow) داستانی کوتاه است اثر واشینگتن اروینگ که به سال ۱۸۲۰ در ژانر وحشت به چاپ رسید. داستان دربارهٔ سواری بی‌سر است که هر شب به جستجوی سر خود می‌پردازد.
با الهام از این داستان فیلم اسلیپی هالو (فیلم) ساخته شده‌است.